# Reto Zanni
Reto Zanni (Buochs, 9 febbraio 1980) è un ex calciatore svizzero.

## Carriera

### Club
Ha giocato nella prima divisione svizzera.

### Nazionale
Ha partecipato agli Europei Under-21 del 2002.

## Palmarès

### Club
- Campionato svizzero: 4

Grasshoppers: 2000-2001, 2002-2003,
Basilea: 2007-2008, 2009-2010
- Coppa Svizzera: 3

Basilea: 2007, 2007-2008, 2009-2010
- Uhrencup: 2

Basilea: 2006, 2008